# Xã Bucyrus, Quận Adams, Bắc Dakota
Xã Bucyrus (tiếng Anh: Bucyrus Township) là một xã thuộc quận Adams, tiểu bang Bắc Dakota, Hoa Kỳ. Năm 2010, dân số của xã này là 27 người.